# Ударна бригада Никола Демоња
Трећа мославачка народноослободилачка ударна бригада „Никола Демоња“ (Трећа бригада 33. дивизије НОВЈ) формирана је 25. септембра 1944. године у селу Поповцу, код Гарешнице под именом Трећа мославачка бригада „Милош Обилић“, али је ускоро добила име по Николи Демоњи, погинулом команданту 12. дивизије 6. корпуса НОВЈ. У састав бригаде ушли су 1. и 2. српски батаљон Источне групе НОП одреда 10. корпуса НОВЈ, Ударни батаљон Мославачког НОП одреда и 4. батаљон 12. славонске ударне бригаде. Формирана је у три батаљона и имала 1,123 борца. Ушла је у састав 33. дивизије НОВЈ, као њена Трећа бригада. Од формирања до краја рата дејствовала је углавном у Мославини и бјеловарском округу.

## Борбени пут бригаде
Учествовала је у ослобођењу Клоштра 4-5. октобра, Брцковљана, Божјаковине, Горњег и Доњег Грачеца 7/8. новембра, Гудовца и Великог Коренова 2. децембра, Батине и Хусаина 7/8. децембра. Ноћу 17/18. новембра порушила је пругу Загреб-Банова Јаруга на 62 места, а 29/30. децембра пругу Крижевци-Бјеловар на 200 места и онеспособила их за саобраћај за извесно време. Јануара 1945, дејствовала је у Подравини у одбрани Вировитичког мостобрана, а почетком фебруара водила је борбе на подручју Дарувара. Од 8. до 17. марта учествовала је у одбијању немачких и усташко-домобранских снага које су нападале слободну територију Мославине. Дана 18. марта напала је села Томаш и Преспу. 22. марта водила је борбе код Павловца, Велике Јасеноваче и Великог Грђевца и потом до средине маја 1945. учествовала у операцијама за коначно ослобођење Југославије.